# Versuch einer Anweisung die Flöte traversiere zu spielen
Das Lehrbuch Versuch einer Anweisung die Flöte traversiere zu spielen wurde von Johann Joachim Quantz für Friedrich den Großen verfasst und erschien 1752 beim Berliner Verleger Johann Friedrich Voß unter dem vollen Titel
Johann Joachim Quantzens, Königl. Preußischen Kammermusikus, Versuch einer Anweisung die Flöte traversiere zu spielen; mit verschiedenen, zur Beförderung des guten Geschmackes in der praktischen Musik dienlichen Anmerkungen begleitet, und mit Exempeln erläutert. Nebst XXIV. Kupfertafeln.
Es handelt sich um eine wichtige Quelle für das Studium der historischen Aufführungspraxis und der Musikästhetik der Zeit. Sie kann für jeden praktischen Musiker und Musikpädagogen eine wertvolle Lektüre sein, da neben einer detaillierten Flötenschule auch allgemeine Anleitungen für das Zusammenspiel im Ensemble, die Begleitung und über Stilkunde enthalten sind.

## Gliederung
Die 18 Kapitel („Hauptstück“ genannt) haben folgende Überschriften (hier in der originalen Orthografie und Grammatik):
- Vorrede
- Einleitung: Von den Eigenschaften, die von einem, der sich der Musik widmen will, erfordert werden.

1. Kurze Historie und Beschreibung der Flöte traversiere.
2. Von der Haltung der Flöte, und Setzung der Finger.
3. Von der Fingerordnung oder Application, und der Tonleiter oder Scala der Flöte.
4. Von dem Ansatze (Embouchure).
5. Von den Noten, ihrer Geltung, dem Tacte, den Pausen, und den übrigen musikalischen Zeichen.
6. Vom Gebrauche der Zunge, bey dem Blasen auf der Flöte
  1. mit der Sylbe: ti oder di.
  2. mit dem Wörtchen: tiri.
  3. mit dem Wörtchen: did’ll, oder der sogenannten Doppelzunge.
  4. Anhang: Einige Anmerkungen zum Gebrauch des Hoboe, und des Bassons.
7. Vom Athemholen, bey Ausübung der Flöte.
8. Von den Vorschlägen, und den dazu gehörigen kleinen wesentlichen Manieren.
9. Von den Trillern.
10. Was ein Anfänger, bey seiner besonderen Uebung, zu beobachten hat.
11. Vom guten Vortrage im Singen und Spielen überhaupt.
12. Von der Art das Allegro zu spielen.
13. Von den willkührlichen Veränderungen über die simplen Intervalle.
14. Von der Art das Adagio zu spielen.
15. Von den Cadenzen.
16. Was ein Flötenist zu beobachten hat, wenn er in öffentlichen Musiken spielet.
17. Von den Pflichten derer, welche accompagniren oder die einer concertirenden Stimme zugeselleten Begleitungs- oder Ripienstimmen ausführen.
  1. Von den Eigenschaften eines Anführers der Musik.
  2. Von den Ripien-Violinisten insbesondere.
  3. Von dem Bratschisten insbesondere.
  4. Von dem Violoncellisten insbesondere.
  5. Von dem Contraviolonisten insbesondere.
  6. Von dem Clavieristen insbesondere.
  7. Von den Pflichten welche alle begleitenden Instrumentisten überhaupt in Acht zu nehmen haben.
18. Wie ein Musikus und eine Musik zu beurtheilen sey.

Register der vornehmsten Sachen.

## Ausgaben
- Versuch einer Anweisung die Flöte traversiere zu spielen. Johann Friedrich Voß, Berlin 1752.
  1. Auflage, 1752, 14+334+20+24 S. (archive.org)
  2. Auflage, Breslau 1780, bey Johann Friedrich Korn dem ältern, 14+334+20+24 S. [seitengleiche Neuausgabe mit verändertem Buchschmuck (Vignetten etc.)]
  3. Auflage, Breslau 1789, bey Johann Friedrich Korn dem ältern, 14+334+20+24 S.
- Kritisch revidierter Neudruck, herausgegeben von Arnold Schering. Kahnt, Leipzig 1926, 14+10+277+6 S. [Neusatz in modernisierter Orthographie, mit starken Kürzungen]
- Reprint der Ausgabe von 1752. Bärenreiter, Kassel 1997, ISBN 3-7618-1390-2